# 林時 (永樂進士)
林時，字學敏，福建興化府莆田縣人，明朝政治人物。

## 生平
永樂十三年（1415年）乙未科進士。刑部觀政，因詿誤下獄。其女淑圓年方七嵗，擊登聞鼓訟寃。時仁宗監國，上奏講其釋放。歷官陝西僉事，開衛學之先例。陞貴州按察司副使。